# Antennaria media
Antennaria media — вид трав'янистих рослин родини айстрові (Asteraceae), поширений в Північноамериканських Кордильєрах, а також арктичних землях Північної Америки й північно-східної Азії (?).

## Таксономічні примітки
Chmielewski (1997) розглядав Antennaria media як досить поширений і поліморфний вид з трьома підвидами: неарктичний західний північноамериканський A. m. media, поширений від Чукотки на схід до Гренландії A. m. compacta і кордильєрський A. m. fusca. 
Bayer (2006) обмежив A. media. У описі Баєра A. media відсутній в Арктиці та в північно-східній Азії. 
Два методи визначення A. media Chmielewski (1997) і Bayer (2006) значно відрізняються. Порівняння двох підходів ускладнюється відсутністю у Bayer (2006) посилань або коментарів до будь-яких методів обробки Chmielewski (1997).

## Опис
Рослини висотою 5–12 см; багаторічні трави, ростуть у пучках. Наявні лише волокнисті корені (волокнисті коріння з підземних стеблів). Рівня землі або підземні стебла горизонтальні або вертикальні, столоноподібні, компактні, шириною 1–5 мм. Стеблекорінь присутній (між базальними пучками листя і корінням). Надземні стебла вертикальні. Листя в основному базальні, або базальні в розетці, чергові, залишаються прикріпленим до стебла засохлими. Черешки відсутні. Листові пластини довжиною 4–12 мм, шириною 1.8–2.4 мм, ланцетні й загострені при основі, плоскі, з непримітними жилами. Верхня поверхня листа волосата, волоски прості, білі або напівпрозорі або сірі. Нижня поверхня листа волосата, волоски дуже щільні, білі. Верхівки листя загострені, гострі чи тупі (верхні листки квітучих стебел закінчуються коричневими, лускоподібними гладкими «прапорами» довжиною до 2 мм).
Рослини дводомні (чоловічі рослини невідомі). Квіткові стебла з листям, волосаті, шерстисті; волоски прості, білі або напівпрозорі. Суцвіття з кількох квіткових голів, кулясті або субкулясті, 1–2 см довжиною, 10–25(30) мм шириною. Квіткові голови 6.5–8 мм глибиною, шириною 10–12 мм з тільки квітками диска. Приквітки присутні. Кількість рядків 2–3. Зовнішні приквітки переважно зелені (коричневі після висихання); лежать поряд із квітами, ланцетні, висотою 5–6 мм, шириною 1.1–1.3 мм, густо волохаті (біля основи). Внутрішні приквітки ланцетні, висотою 4.5–5 мм; шириною 0.8–1 мм, краї широкі, вершини цілі (гострі). Квіти радіально симетричні одностатеві. Чашолистки представлені паппусом. Папус із одним рядком волосся, білуватий. Дискових квітів паппуси 4.8–5.2 мм довжиною. Пелюстки коротші ніж чашолистки, 5, білі, або пурпурні, 3.5–4 мм довжиною. Плоди сидячі, сухі, однонасінні, не розщеплюється після зрілості.

## Поширення
Північна Америка: Ґренландія (?), Канада, США; Азія: Далекий Схід (Східна Чукотка) (?). Населяє місця від сухої, кам'янистої до вологої альпійської тундри; до 3800 м.